# タバック
株式会社タバック（英: TAVAC Co.,Ltd.）は、アフレコ（録音）や映像作品の音響製作・編集などを担当する日本のポストプロダクション。東映アニメーション株式会社の完全子会社。日本音声製作者連盟正会員。

## 概要
1973年、東京都新宿区北新宿に東映動画（現 : 東映アニメーション）技術課の録音部門・編集部門が独立して設立された。「Toei Audio and Visual Art Center」の各頭文字を取って「TAVAC」と名付けられた。東映アニメーションの連結子会社であり、主に同社制作アニメーション作品のアフレコ、ダビング、編集などを業務している。東映本社で実写作品を手掛ける編集・録音技師も多数所属していた。
本社は2015年9月までは新宿区にあり、社名と同名のアフレコスタジオを運営、40年以上の長期にわたり東映アニメーション作品を始めとした多数のアニメーション作品のアフレコが担当されてきたが、ビルの老朽化や耐震上の問題から2015年9月にスタジオが閉鎖された。本スタジオでの最終収録作品は『映画 Go!プリンセスプリキュア Go!Go!!豪華3本立て!!!』であった。録音スタジオ業務は練馬区東大泉の東映東京撮影所内にある東映グループ運営の東映デジタルセンターに引き継ぎ、編集スタジオに関しても大泉に移転、スタジオ閉鎖に伴い事務所を含め全面的に大泉に移転した。長年にわたり同所で数多くの作品のアフレコ等に使用されたことから、声優やアニメ製作者を始めとする関係者などがブログやTwitterで閉鎖を惜しむコメントや思い出を語った。
北新宿スタジオは、閉鎖後の2017年3月、スタイルキューブが新たに借り受け、自社スタジオ「スタジオ・ユモ」として運用、その後退去し、2021年11月に信濃町にて「スタジオシエラ」を新たに開設している。入居していたビルも2023年8月までに解体された。一方、タバックも2019年に渋谷区代々木に新録音スタジオを開設した。
東映動画（東映アニメーション）の作品は『ミラクル少女リミットちゃん』から担当し、『ドラゴンボール』より「録音スタジオ タバック」としてエンディングアニメーションに独立してクレジットされた。スタジオの移動後は「音響制（製）作 タバック」としてクレジットされている。

## 録音担当作品
東映動画（東映アニメーション）の作品は省略

### （旧）タバック
- 亜空大作戦スラングル
- キテレツ大百科
- 新世紀エヴァンゲリオン[7]
- 新世紀エヴァンゲリオン劇場版 シト新生
- 機動戦艦ナデシコ
- 覇王大系リューナイト
- 美少女戦士セーラームーン
- 神秘の世界エルハザード
- 少女革命ウテナ
- 快傑蒸気探偵団 TV ANIMATION SERIES
- ARIAシリーズ
- 爆転シュート ベイブレード
- マジカノ
- Fate/stay night
- ちびまる子ちゃん（第一期）
- 宗谷物語
- 銀河鉄道物語 〜永遠への分岐点〜
- 銀色のオリンシス
- 働きマン
- CLAYMORE
- 天上天下
- ラブゲッCHU 〜ミラクル声優白書〜
- シャイニング・ティアーズ・クロス・ウィンド
- 桃華月憚
- 戦場のヴァルキュリア
- ふしぎ星の☆ふたご姫シリーズ
- 超神伝説うろつき童子シリーズ
- 乱歩奇譚 Game of Laplace[4]
- カイジシリーズ[4]
- シグルイ[4]
- みかん絵日記[4]
- 宇宙の騎士テッカマンブレード[7]
- キ・ファイターテラン

ほか多数

### （新）タバック
- 群れなせ!シートン学園
- ハクション大魔王2020
- エスタブライフ グレートエスケイプ
- マッシュル-MASHLE-

## 音響制作・編集担当作品
音響制作作品
- ワールドトリガー
- プリキュアシリーズ（Go!プリンセスプリキュア以降）
- ドラゴンボール超
- 美少女戦士セーラームーンCrystal SeasonIII
- 25歳の女子高生
- ソウナンですか?
- Z/X Code reunion
- ドラゴンボールDAIMA
- キミとアイドルプリキュア♪

編集担当作品
- パラソルヘンべえ
- 宇宙戦艦ヤマト 完結編
- 奥さまは魔法少女
- サクラ大戦 ル・ヌーヴォー・巴里
- かりん
- 灼眼のシャナ
- ゼロの使い魔
- 超神伝説うろつき童子